# Hôtel Saint-Georges
L'hôtel Saint-Georges est un ancien hôtel particulier de Vannes dans le Morbihan.

## Localisation
L'hôtel donne sur la rue des Orfèvres (no 11-13) et sur la place Valencia (no 5).

## Historique

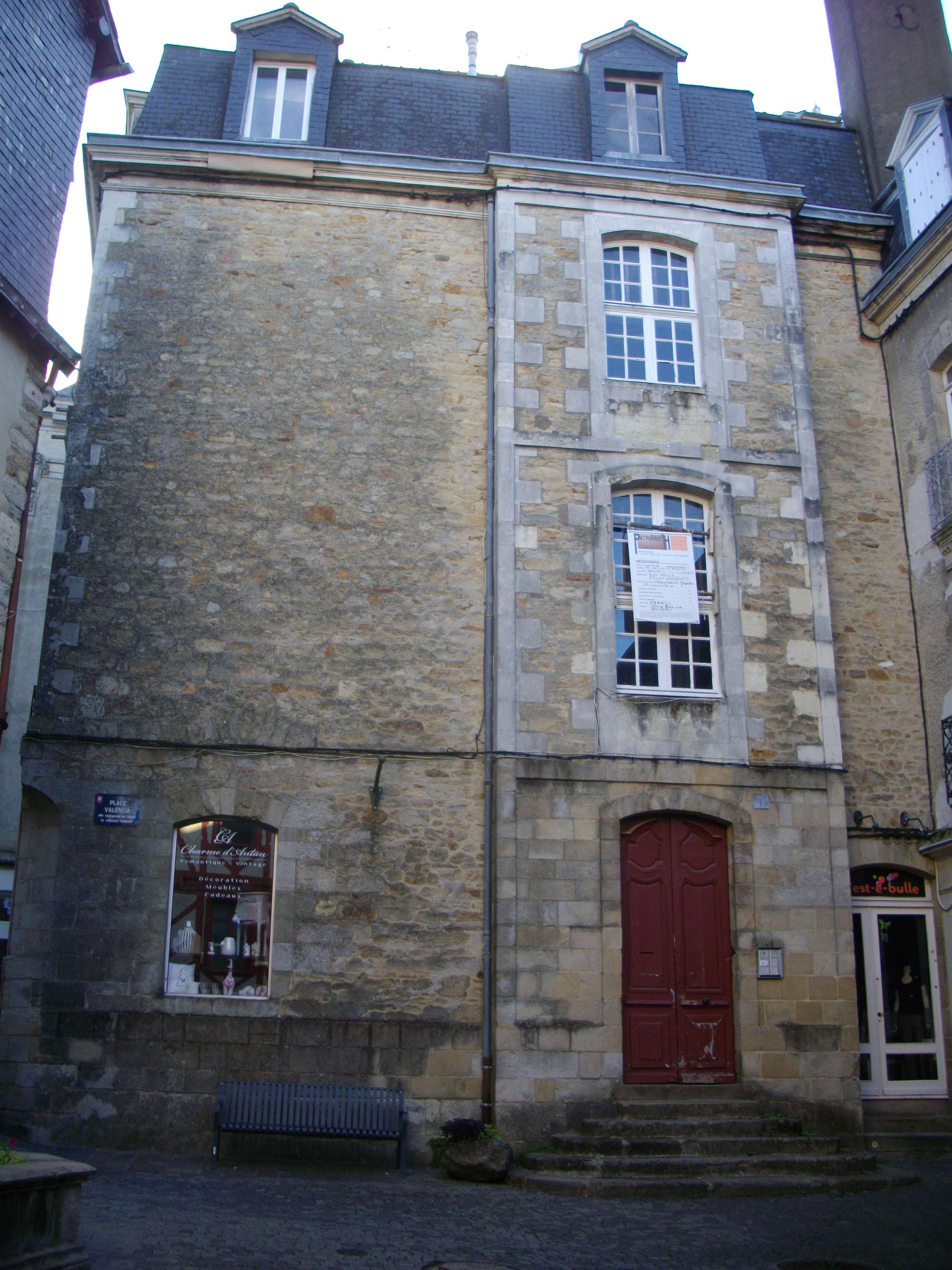
Façade sur la place Valencia.

Un premier bâtiment est érigé à cet emplacement au XVIIe siècle. Celui-ci est détruit à la fin du siècle pour faire place au bâtiment actuel du début du XVIIIe siècle (1700 ?).
L'hôtel appartenant à la famille Charpentier de Lenvos est réquisitionné pendant la Révolution française pour y loger les officiers de l'état-major, puis, en 1802, Mgr de Pancemont, évêque de Vannes concordataire,avant qu'il ne prenne possession de sa résidence officielle au couvent des Carmes.
Edmond Ferrary, traiteur, en fut propriétaire dans le courant du XIXe siècle.
Les façades sur rue, la toiture, les boiseries anciennes du premier étage et l'escalier font l’objet d’une inscription au titre des monuments historiques depuis le 1er mars 1945.

## Architecture
Ce bâtiment est d'une architecture sobre sur trois niveaux : rez-de-chaussée en granite et étages en pierre blanche. La façade sur la rue des Orfèvres est toutefois recouverte de tuffeau. De nombreuses ouvertures en plein cintre égayent les façades, ainsi que des balcons en fer forgé sur la rue des Orfèvres. Les combles, recouverts d'ardoises, sont entrecoupés de lucarnes à frontons triangulaires. À l'intérieur, un bel escalier en bois du XVIIe siècle témoigne du bâtiment initial.